# Igarapé Grande
Igarapé Grande is een gemeente in de Braziliaanse deelstaat Maranhão. De gemeente telt 11.121 inwoners (schatting 2009).